# Oskar Meyer (Politiker)

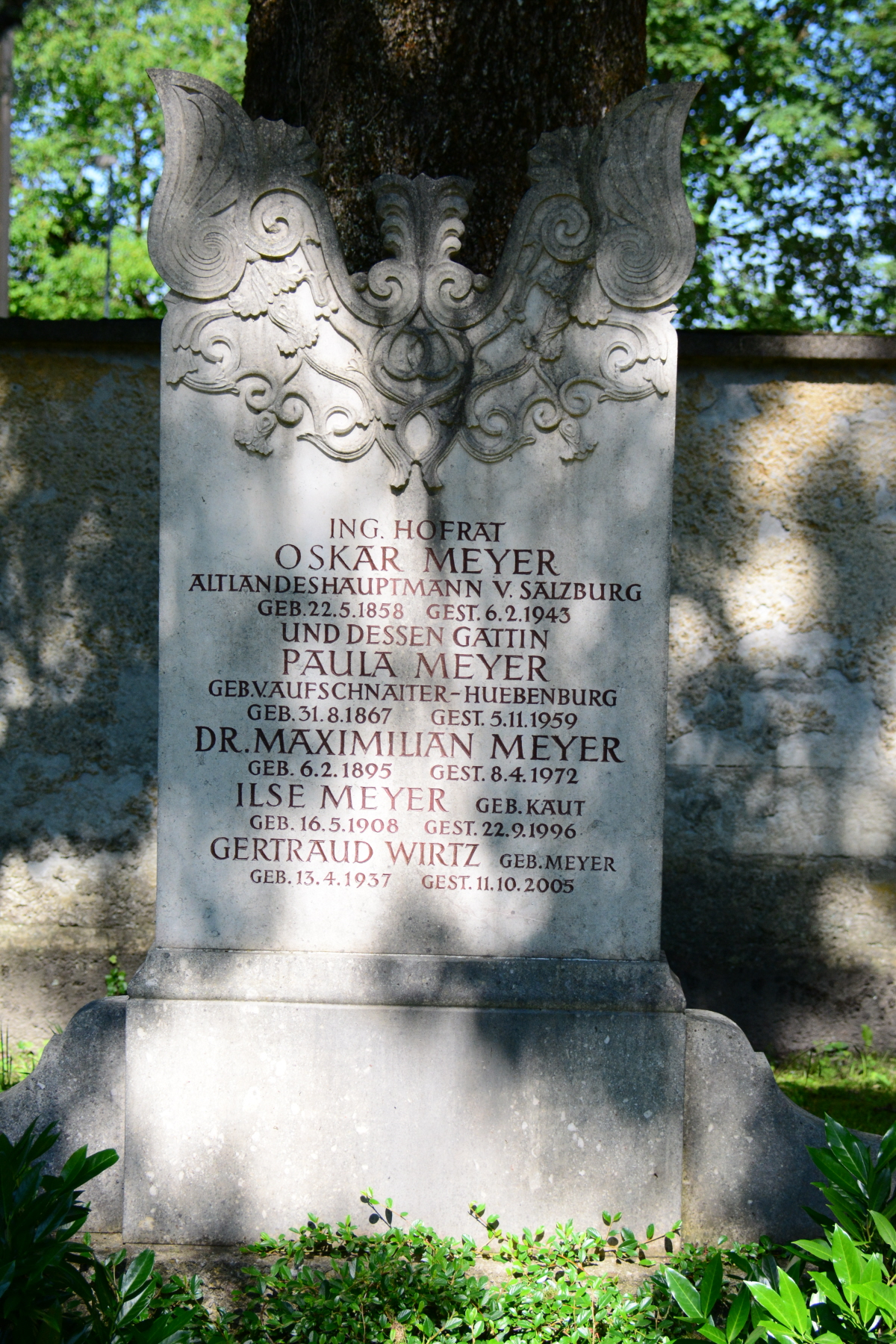
Grab von Oskar Meyer

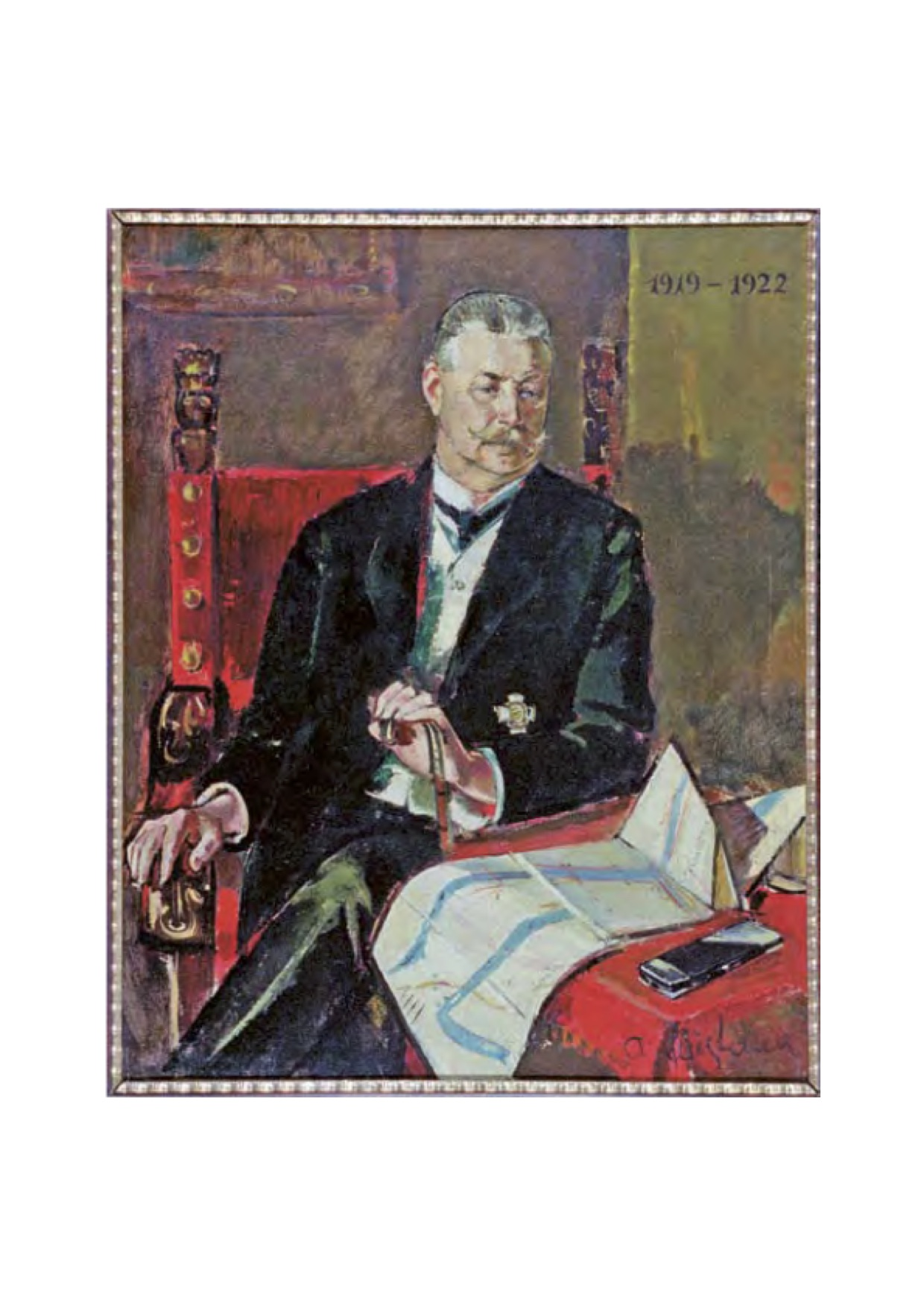
Landeshauptmann Oskar Meyer (Porträt Anton Faistauer, Chiemseehof Salzburg)

Oskar Meyer (* 22. Mai 1858 in Gries bei Bozen, Tirol; † 6. Februar 1943 in Salzburg) war ein österreichischer Ingenieur und Politiker der Christlichsozialen Partei (CS). Er war von 1919 bis 1922 Landeshauptmann von Salzburg. 

## Leben
Nach seinem Ingenieurstudium in Graz trat er 1882 in den Staatsbaudienst in Bozen ein. 1886 kam er als Staatsbediensteter nach Salzburg und war 25 Jahre lang als Bauleiter für die Regulierungsmaßnahmen an den Flüssen Saalach und Salzach tätig. 1919 wurde er vom Salzburger Landtag einstimmig als erster Salzburger Landeshauptmann in der 1. Republik gewählt. Er übte dieses Amt vom 23. April 1919 bis zum 4. Mai 1922 aus, sein Nachfolger war Franz Rehrl. Zu den Verdiensten von Oskar Meyer als Landeshauptmann von Salzburg zählen die Erstellung einer demokratischen und erstmals republikanischen Landesverfassung und die Bekämpfung der wirtschaftlichen Not der Bevölkerung nach dem Ende des Ersten Weltkrieges. In seiner Amtszeit wurden 1920 auch die ersten Salzburger Festspiele durchgeführt.
Ab 1926 war er als Zivilingenieur tätig. Oskar Meyer starb 1943, er ist auf dem Salzburger Kommunalfriedhof begraben.
Oskar Meyer war verheiratet mit der Südtiroler Adeligen Paula geb. von Aufschnaiter-Huebenburg.